# Будатинский замок
Будатинский замок (словац. Budatínsky hrad) — замок в Жилине, Словакия.

## История
Замок возведён на скалистом холме во второй половине XIII века. Сохранившаяся до наших дней башня-донжон контролировала брод в месте впадения реки Кисуцы в Ваг. Замок был окружён рвом. Рядом проходил торговый путь из Венгрии в Силезию. Изначально Будатинский замок принадлежал венгерской королевской семье. В начале XIV века им завладел могущественный Матуш Чак. Он построил по углам замка четыре готических башни. В 1487—1798 годах замком владел (с небольшим перерывом) словацкий дворянский род Сунёговцы (Suňogovci, потомки Гашпара Сунёга). Какое-то время замок принадлежал рыцарям-разбойникам Подманичам, но в 1545 году замок вернул в родовую собственность Юрай Сунёг. В 1551 году замок перестроен в ренессансном стиле. В XVII веке замок окружён новой стеной с бастионами. В 1715 году вокруг замка разбит парк. В 1745 году в парке была построена барочная часовня.

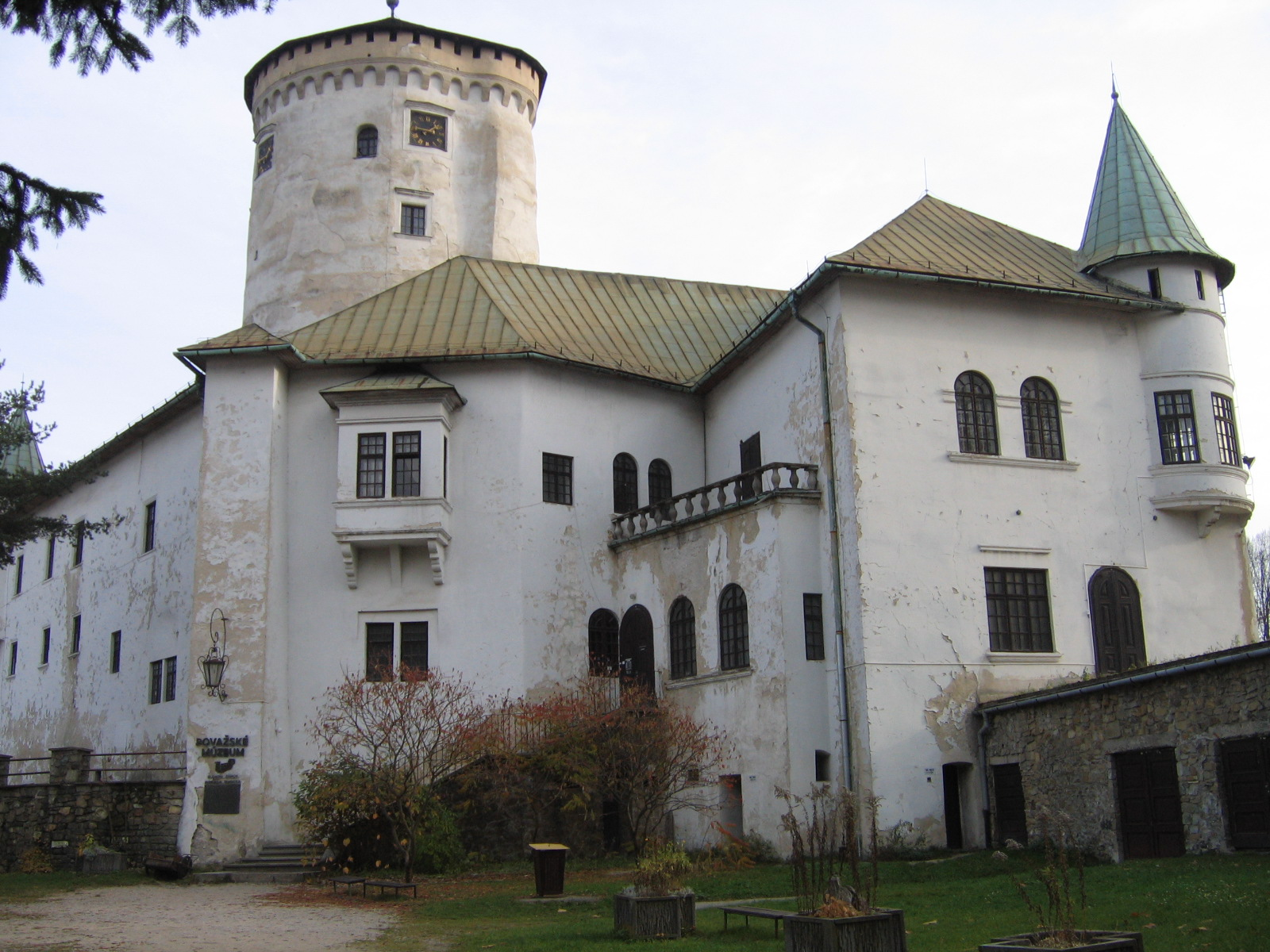
Вход в замок.

По пресечении рода Сунёговцев в 1798 году, Будатинским замком вплоть до 1945 года владела семья Чаки (Csáky) — одна из ветвей венгерского дворянского рода Чак (Csák). В январе 1849 года Будатинский замок был взят и сожжён габсбургскими войсками, воевавшими против восставших венгров. Особенно пострадали южная и западная части замка, сгорела ценная библиотека. 
В 1870 году Чаки реконструировали замок в стиле классицизма. Замковый парк был уменьшен в размерах во время строительства железной дороги Кашау-Одерберг в 1872 году. Вторично замок был реконструирован в 1922—1923 годах, в историко-романтическом стиле, его последним хозяином Гезой Чаки. Будатинский замок конфискован у Гезы Чаки в 1945 году властями возрождённой после Второй мировой войны Чехословацкой республики.
В 1956 году Будатинский замок с парком стал частью Поважского музея (Považské múzeum). С 2007 по 2013 годы в замке проводились масштабные работы по реконструкции. С 13 июля 2014 года башня замка вновь открыта для посетителей. Сегодня в нём расположены три выставки Музея Вагского края (Поважье).